# Fort ''Dugommier'' de Cotlliure

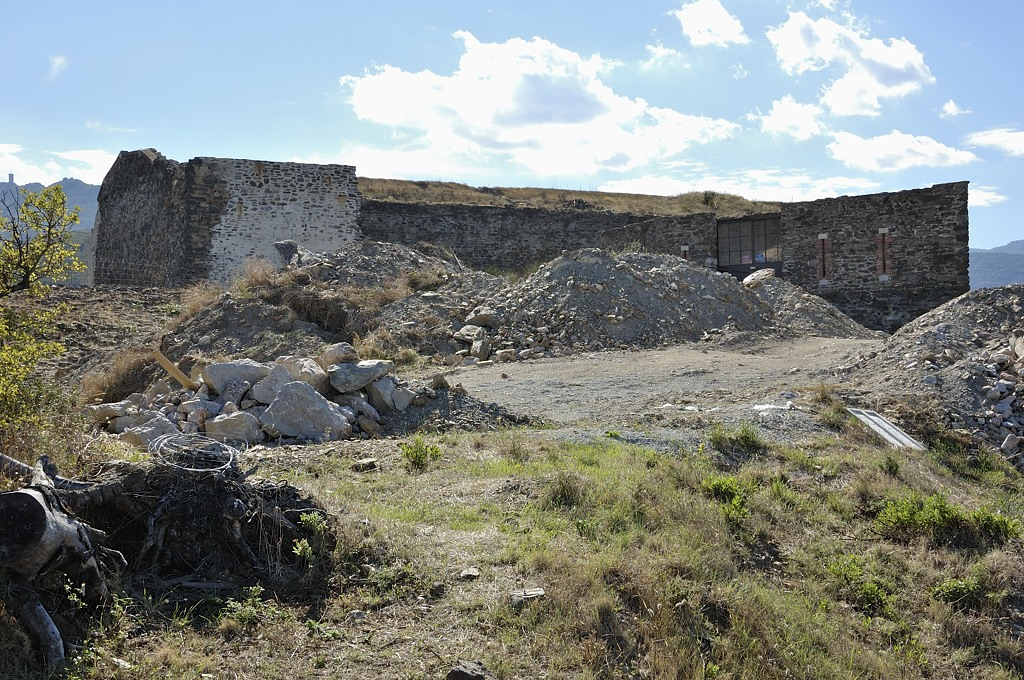
L'interior del fort

El Fort Dugommier és una fortificació militar d'època moderna del terme comunal de Cotlliure, a la comarca del Rosselló (Catalunya del Nord).
Està situat al sud de la vila i al sud-oest del Fort de Sant Elm, amb el qual formava una unitat de defensa.
Formava part de la xarxa de fortificacions de defensa del castell i port de Cotlliure. Actualment roman abandonat, amb les edificacions que contenia desaparegudes. Només se'n conserven les parets perimetrals.